# Luis Alberto Aguiriano
Luis Alberto Aguiriano Forniés (Vitoria, 1 de abril de 1940-Vitoria, 23 de junio de 2019) fue un político español, militante del Partido Socialista de Euskadi (PSE-PSOE).

## Biografía
Era integrante de una familia de tradición socialista que contribuyó a la reorganización del PSOE en la provincia de Álava a comienzos de los años 1950, donde su padre Fermín y su hermano mayor José Antonio fueron integrantes de la primera agrupación socialista alavesa de la posguerra. Se afilió clandestinamente al sindicato socialista Unión General de Trabajadores en 1958.
Comenzó los estudios de ciencias económicas en Barcelona, aunque los finalizaría en Bilbao. También cursó estudios de publicidad. En 1965 fue detenido en Bilbao como responsable del Movimiento Democrático de la Facultad de Derecho. Tras finalizar sus estudios permaneció trabajando en Bilbao. Regresó a Vitoria en 1974, integrándose en la actividad del PSOE alavés en mayo de 1975, unos meses antes del fallecimiento del dictador Francisco Franco. Fue nombrado representante de la agrupación socialista alavesa en el comité nacional del partido.
Durante la Transición Española fue una de las cabezas visibles del PSOE alavés. Fue el candidato del PSOE de Álava al Senado en las elecciones generales españolas de 1977, siendo el candidato más votado de la provincia y saliendo elegido senador con algo más de 60 000 votos. Su candidatura aunque oficialmente del PSOE, estaba integrada en el Frente Autonómico que integraba a socialistas y nacionalistas vascos, recogiendo votos de ambos sectores. Mientras que él era elegido senador, su hermano José Antonio era elegido diputado del Congreso. Tras ser senador durante la Legislatura Constituyente de España (1977-1979) que elaboró la Constitución Española de 1978; en las elecciones de 1979 no salió reelegido como senador al no reeditarse el Frente Autonómico y recibir únicamente el voto socialista. Fue candidato a la alcaldía de Vitoria por el PSOE en las primeras elecciones municipales de la democracia, saliendo elegido concejal y ejerciendo como teniente alcalde del ayuntamiento (1979-1983).
En las elecciones generales españolas de 1982 volvió a presentarse al Senado, siendo de nuevo elegido como el candidato más votado de Álava, gracias al enorme crecimiento del voto socialista durante las elecciones de 1982. Tras permanecer una legislatura en el Senado (1982-1986); en 1986 pasa a presentarse como candidato al Congreso de los Diputados. Elegido diputado en 1986, sería reelegido en su cargo en otras tres ocasiones más, completando cuatro legislaturas en el Congreso (1986-1989), (1989-1993), (1993-1996) y (1996-2000).
Durante su etapa como Diputado ostentó los siguientes cargos:
- Vocal Suplente Diputación Permanente desde el 21/12/1989 al 29/06/1993
- Vocal Comisión de Justicia e Interior desde el 21/12/1989 al 13/04/1993
- Vocal Comisión de control parlamentario sobre RTVE desde el 21/12/1989 al 13/04/1993
- Ponente Ponencia s/ Reforma Estatuto RTVE (exp. 154/5) desde el 07/03/1990 al 13/04/1993
- Ponente Ponencia Proy. L. Seguridad Privada (exp. 121/64) desde el 19/02/1992 al 04/03/1992
- Ponente Ponencia R.D.Leg. L. Tráfico, Circulación, Seg.Vial(exp.131/1 desde el 13/06/1990 al 13/06/1990

Durante su etapa como Senador ostentó los siguientes cargos:
- Diputación Permanente
  - VOCAL. DIPUTACIÓN PERMANENTE DEL SENADO (18/11/1982 al 14/07/1986)

- Comisiones
  - PORTAVOZ. COMISIÓN MIXTA PARA LAS RELACIONES CON EL TRIBUNAL DE CUENTAS (14/06/1983 al 13/02/1985)
  - VOCAL. COMISIÓN DE ECONOMÍA Y HACIENDA (13/12/1982 al 15/03/1983)
  - VOCAL. COMISIÓN DE ECONOMÍA Y HACIENDA (03/06/1983 al 27/02/1985)
  - VOCAL. COMISIÓN DE PRESIDENCIA DEL GOBIERNO E INTERIOR (14/12/1983 al 28/02/1984)
  - VOCAL. COMISIÓN DE PRESIDENCIA DEL GOBIERNO E INTERIOR (14/05/1985 al 23/04/1986)
  - VOCAL. COMISIÓN DE PRESUPUESTOS (13/12/1982 al 28/02/1984)
  - VOCAL. COMISIÓN DE ASUNTOS IBEROAMERICANOS (14/05/1985 al 23/04/1986)
  - VOCAL. COMISIÓN DE ASUNTOS IBEROAMERICANOS (13/12/1982 al 05/12/1983)
  - VOCAL. COMISIÓN ESPECIAL DE INVESTIGACIÓN DE DESAPARICIÓN DE SÚBDITOS ESPAÑOLES EN PAÍSES DE AMÉRICA (19/01/1983 al 01/08/1983)